# 方谦逊
方谦逊（1919年—2004年11月5日），男，原籍福建惠安，生于马来亚，中国眼科专家，曾任华西医科大学附属医院副院长，教授、博士生导师。